# سر ارادت ما وآستان حضرت دوست
غزلی با مطلع «سر ارادت ما و آستان حضرت دوست» غزل شمارهٔ ۵۸ از دیوانِ حافظ در تصحیحِ محمد قزوینی و قاسم غنی است.

## در دیگر آثار هنری
مجموعاً ۳۲ قطعهٔ خوشنویسی اثر عبدالرحیم خوارزمی متعلق به سدهٔ ۹ و ۱۰ ه‍.ق در مرقع‌های یعقوب‌بیک آق‌قویونلو به شماره‌های ۲۱۵۳ و ۲۱۶۰ و به‌سال ۸۸۳–۸۹۶ ه‍.ق/۱۴۷۸–۱۴۹۰ م موجود است. این مرقع در کتابخانهٔ توپکاپی‌سرای استانبول نگهداری می‌شود. ۳۰ قطعهٔ آن در مرقع H2153 وجود دارد و شامل بیت‌هایی از غزل «تنت به ناز طبیبان نیازمند مباد / وجود نازکت آزرده گزند مباد» و بیت‌هایی از غزل «سر ارادت ما و آستان حضرت دوست / که هر چه بر سر ما می‌رود ارادت اوست» و رباعی «گفتی که تو را شوم مدار اندیشه» است.